# 1041
1041 (MXLI) fue un año común comenzado en jueves del calendario juliano.

## Acontecimientos
- 10 de diciembre: en Bizancio, la emperatriz Zoe eleva a su hijo adoptivo al trono del Imperio romano de Oriente como Miguel V.

## Fallecimientos
- Iamuna Achariá, religioso y escritor hinduista (n. 916). Más posiblemente vivió entre 980 y 1060.
- 10 de diciembre: Miguel IV, emperador del Imperio romano de Oriente.